# Паронит

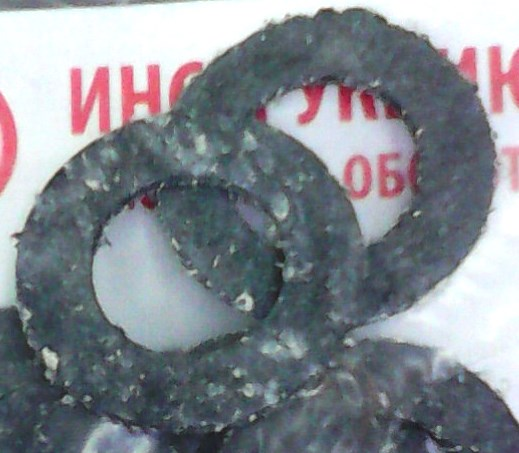
Паронитовые уплотняющие прокладки для фланцевых стыков газо-, водопровода и арматуры, рассчитанные на давление в 64 бара и рабочую температуру −50 — +450 ^{0}С

Паронит — плоский композиционный уплотняющий прокладочный материал, изготовляемый путём вулканизации и вальцевания под давлением смеси, состоящей из асбеста, каучука и порошкообразных наполнителей и имеющий слоистую структуру.

## Применение

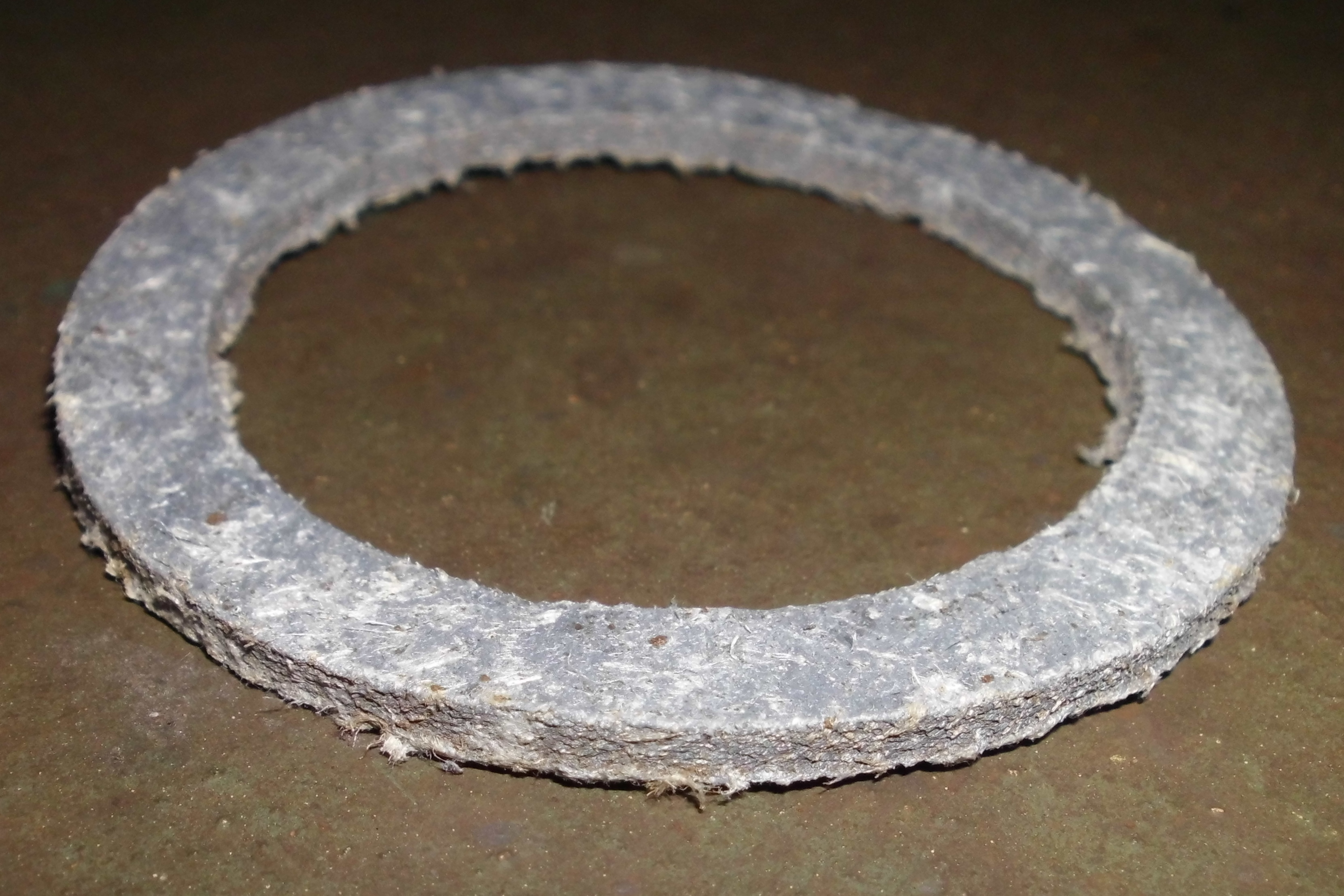
Фланцевая уплотнительная паронитовая прокладка

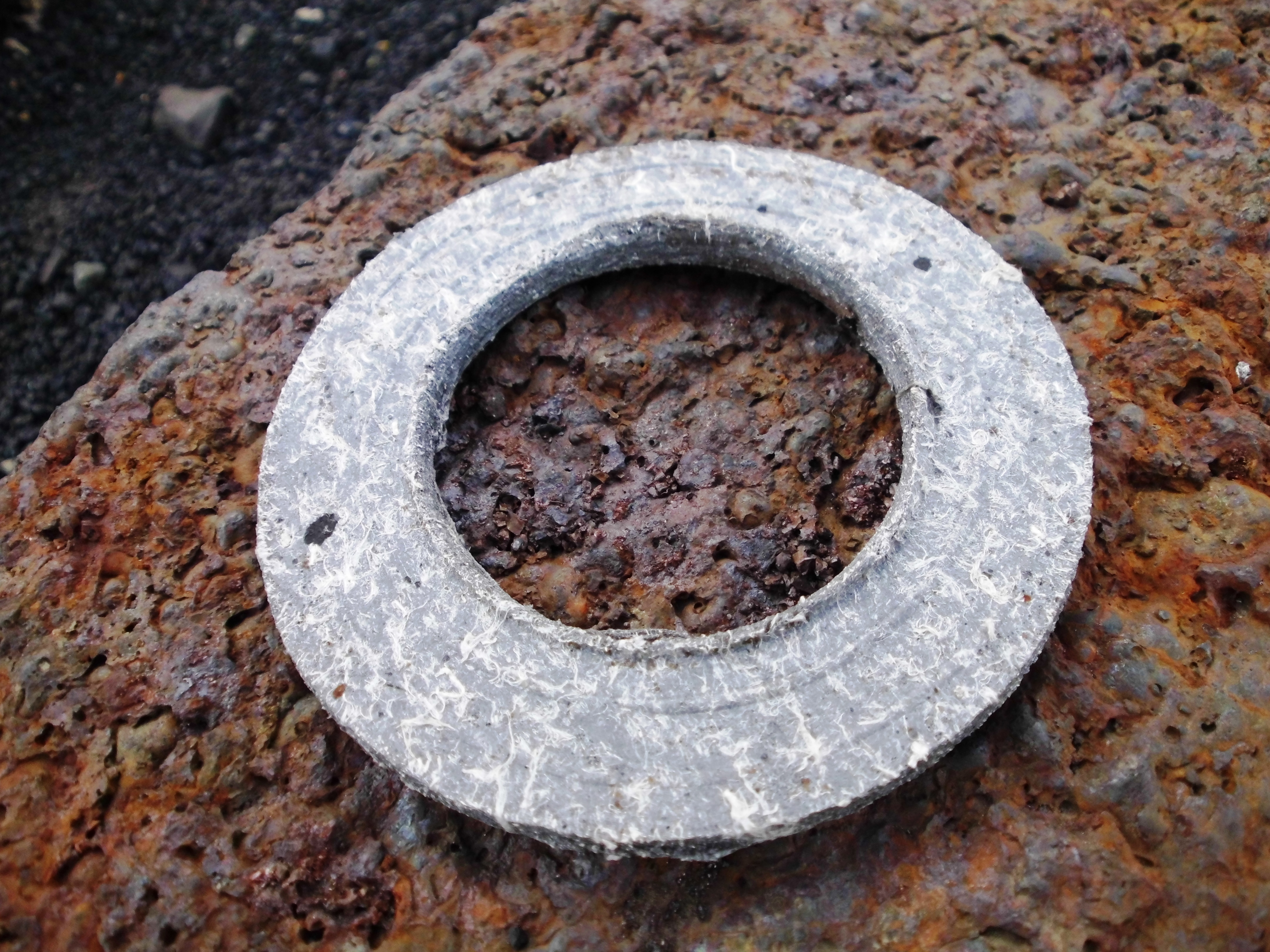
Фланцевая уплотнительная прокладка из паронита использованная для герметизации стыков труб со сжатым воздухом

Паронит выпускается промышленностью в виде листов размерами от 300×400 мм до 1770×3000 мм и толщиной от 0,4 до 6,0 мм, а также в виде прокладок готового размера и формы. Листы толщиной до 2 мм могут быть свёрнуты в рулоны.
Паронит применяется для изготовления прокладок для герметизации неподвижных плоских стыков труб, насосов, арматуры с газообразными и жидкими агрессивными средами в широких диапазонах температур и находящихся под давлением в различных климатических условиях.
В частности, применяется в качестве уплотнителя при таких рабочих средах, как перегретая вода и перегретый пар, сжиженные газы, нейтральные инертные и агрессивные газы, нефтепродукты, водные растворы солей, щёлочи с кислотами и их водные растворы, окислители, органические растворители. Перед применением паронитовую прокладку необходимо с обеих сторон смазать графитовым порошком для предотвращения его слипания (спекания) с материалами соединяемых деталей. При изготовлении прокладок из паронита больших размеров (более 1,5 м) в некоторых случаях допускается склеивание его из нескольких частей внахлёст или по типу «ласточкин хвост» резиновым клеем 88Н.
В состав паронита предназначенного для использования в условиях тропического климата вводят фунгицид и маркируют буквой «Т».
Паронит также широко применялся и продолжает применяться в качестве прокладки-уплотнителя в двигателях внутреннего сгорания, в частности между головкой блока цилиндров и блоком цилиндров.

## Классификация
По назначению различают 9 марок паронита:
- ПА (паронит армированный) — в зависимости от типа среды, в которой используется, и типа соединяемых деталей рассчитан на давление до 10 МПа и температуру до + 450 °C;
- ПК (паронит кислотостойкий) — в зависимости от типа среды, в которой используется, и типа соединяемых деталей рассчитан на давление до 2,5 МПа и температуру до + 250 °C;
- ПМБ (паронит маслобензостойкий) — в зависимости от типа среды, в которой используется, и типа соединяемых деталей рассчитан на давление до 10,0 МПа и температуру от — 40 °C до + 490 °C;
- ПМБ-1 — в зависимости от типа среды, в которой используется, и типа соединяемых деталей рассчитан на давление до 16 МПа и температуру от — 50 °C до + 250 °C;
- ПОН (паронит общего назначения) — в зависимости от типа среды, в которой используется, и типа соединяемых деталей рассчитан на давление до 6,4 МПа и температуру от — 182 °C до + 450 °C;
- ПОН-А — в зависимости от типа среды, в которой используется, и типа соединяемых деталей рассчитан на давление до 4,5 МПа и температуру от — 40 °C до + 450 °C;
- ПОН-Б — в зависимости от типа среды, в которой используется, и типа соединяемых деталей рассчитан на давление до 6,4 МПа и температуру от — 182 °C до + 450 °C;
- ПОН-В — в зависимости от типа среды, в которой используется, и типа соединяемых деталей рассчитан на давление до 4,0 МПа и температуру до + 150 °C;
- ПЭ (паронит электролизерный) — рассчитан на давление до 2,5 МПа и температуру до + 180 °C.

Паронит, армированный металлической сеткой, — ферронит.

## Производство

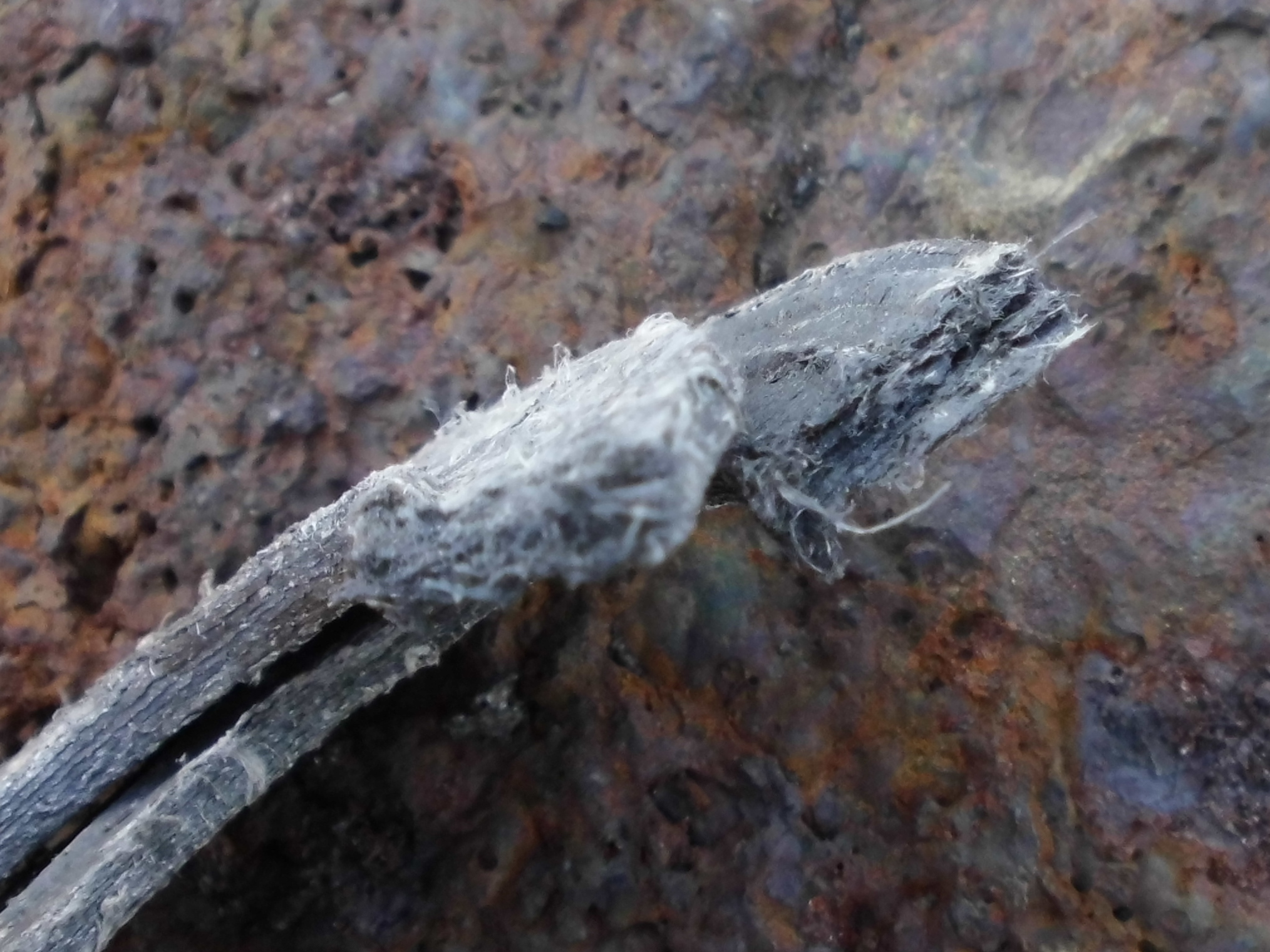
Структура паронита на изломе бывшей в употреблении уплотнительной прокладки

Паронит относится к асботехническим изделиям и производится на заводах АТИ. При изготовлении паронита применяются в количестве 10-18 % как натуральный, так и синтетические каучуки, являющиеся связующим полимерным веществом. Свойства паронита также зависят и от длины (качества) асбестовых волокон, добавляемых в количестве 40-80 %. Асбест может заменяться полиарамидом.
Наполнители вводят в состав паронита для придания определённых свойств, либо облегчения технологических процессов при производстве. В качестве наполнителей, в зависимости от марки паронита, могут применяться следующие вещества:
- каолин (5-10 %) — способствует повышению прочности и маслостойкости паронита;
- глинозём — способствует повышению термостойкости, кислотостойкости, прочности, устойчивости к агрессивным средам паронита;
- барит (10-40 %) — способствует повышению устойчивости паронита к воздействию кислот и щелочей;
- железный сурик (5-10 %) — способствует повышению термостойкости, устойчивости к некоторым средам паронита и облегчает вальцевание при производстве;
- магнезия жжёная — способствует повышению термостойкости паронита;
- графит (5-10 %) — способствует снижению прилипания паронита к соединяемым деталям;
- технический углерод (1-10 %) — в основном играет роль красителя паронита;
- растворители каучука (бензин, этилацетат) — применяются в процессе производства;
- сера (до 10 %) — применяется в процессе производства для вулканизации паронита, при использовании в составе паронита фторкаучуков вместо серы применяется бис-фурилиденгексаметилендиамин;
- ускорители вулканизации — такие как тиурам, каптакс, альтакс, сантокюр, дифенилгуанидин;
- активаторы ускорителей вулканизации — окись цинка;
- фунгициды — придают тропикостойкость парониту[15].

Технологический процесс производства паронита заключается в послойном вальцевании под давлением смеси из наполнителя(ей) и раствора каучука в его растворителе с последующей вулканизацией под прессом. При этом состав внешних и внутренних слоёв паронита отличается для большей приспосабливаемости поверхности прокладок из него к неровностям соприкасаемых деталей герметизируемого соединения.